# Antillanorchis
Antillanorchis é um género botânico pertencente à família das orquídeas (Orchidaceae).